# Vescomtat de Cotentin
El vescomtat de Cotentin (després anomenat Saint Sauveur per l'abadia d'aquest nom) fou una jurisdicció feudal de Normandia.
El primer vescomte esmentat és Roger I que vivia abans del 1000 del que es diu el 1036 que va ser el primer que va construir edificacions de l'abadia de Saint Sauveur, en temps del duc Ricard II de Normandia (+1027). El va seguir Niel o Nigel (+1140/1142), vescomte a Coutances, que junt amb Raül vescomte de Ternois i Roger, fill del darrer, estaven encarregats de vigilar el castell de Tillières, prop de Verneuil, que defensava el país contra els comtes de Blois. Ja exercia el 1017 i apareix en diverses donacions el 1027 i 1030, 1035/1037 i 1040. Va deixar almenys un fill, Niel II (+ entre 1073 i abans del 1092). Entre 1060 i 1104 apareix com a vescomte Eudes, que seria germà de Niel I i oncle de Niel II, al qual s'esmente en donacions el 1060, 1081, 1090 i 1104 citat al costat de Niel.
Niel II fou vescomte testimoniat per primer cop en el càrrec el 1042 i després el 1047 i 1054. El 1066 hauria participat en la conquesta d'Anglaterra. Va fundar l'abadia de Saint Sauveur per carta de 1080. Orderic Vitalis diu que Ranulf de Bayeux, Aimó Dentat (vescomte de lloc desconegut) i Niel de Cotentin es van rebel·lar contra Guillem II de Normandia (Guillem el Conqueridor) a la batalla "apud Vallesdunas" (Val des Dunes, 1083). Es va casar amb Adela de Brionne filla de Gilbert de Brionne comte d'Eu i va tenir sis fills entre els quals Niel III, que ja no porta el títol vescomtal i al seu torn va deixar almenys dos fills, Niel (IV) i Roger (II). El 1106 el feu hauria estat confiscat pel rei Enric I d'Anglaterra.
Després fou possessió dels Harcourt. El 1363 el rei d'Anglaterra el va donar en feu a John Chandos. Al segle xvii fou erigit en marquesat.

## Llista de vescomtes
- Roger I vers 990-1110
- Niel I vers 1110-1141
- Niel II 1041-1090
- Eudes 1041-1104
- Niel III 1090-1106?